# Johann Georg I. (Sachsen)

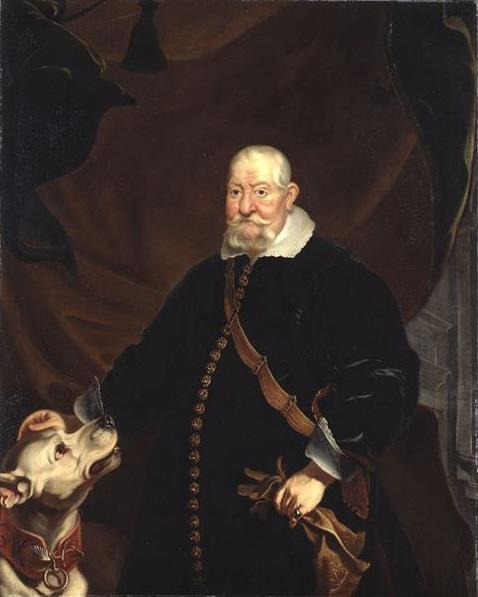
Kurfürst Johann Georg I. mit Hund,
Porträt von Frans Luycx, 1652, Staatliche Kunstsammlungen Dresden, Rüstkammer

Johann Georg I.

Der Kurfürst Johann Georg I. von Sachsen (* 5. März 1585 in Dresden; † 8. Oktober 1656 ebenda) war ein Fürst aus dem Hause Wettin (albertinische Linie). Ab dem 23. Juni 1611 war er Kurfürst von Sachsen und Erzmarschall des Heiligen Römischen Reiches. Er war der zweite Sohn des Kurfürsten Christian I. und folgte seinem kinderlosen Bruder Christian II. in der Regierung nach.

## Leben

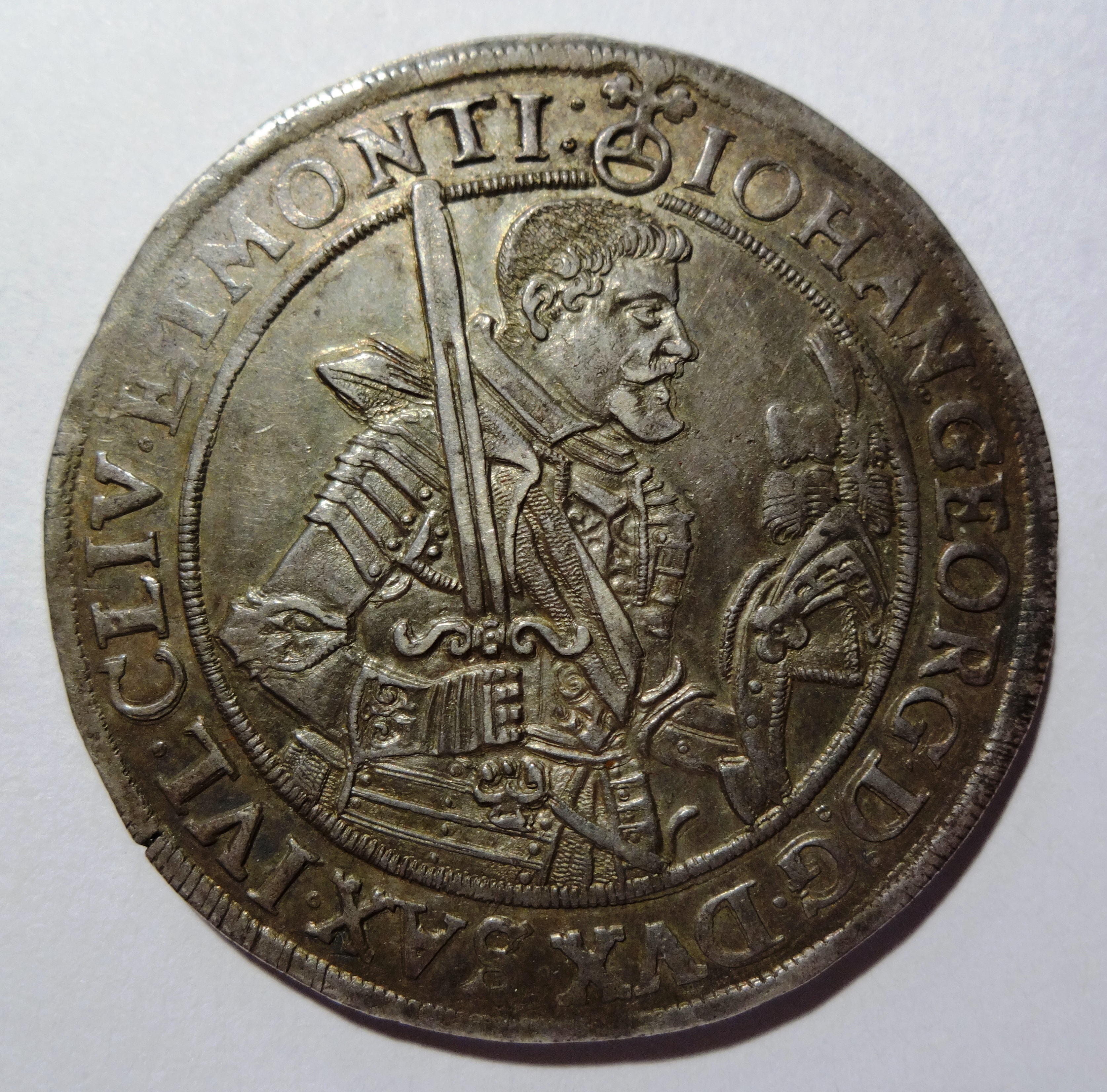
Johann Georg I. von Sachsen auf einem Reichstaler aus der Münzstätte Dresden von 1627

Der Beginn der Regierung Johann Georgs I. fiel in die Zeit der sich verschärfenden Spannungen zwischen Protestanten und Katholiken im Reich, und als Landesherr des mächtigsten protestantischen Territoriums wäre er eigentlich dazu prädestiniert gewesen, die evangelischen Reichsstände zu führen. Der Wettiner und seine Regierung hielten aber an der traditionellen Ausgleichspolitik Sachsens fest, die darauf ausgerichtet war, den status quo des Augsburger Religionsfriedens zu wahren. Dieser Weg war quasi vorgezeichnet, weil die herrschenden Kräfte im lutherischen Sachsen eine engere Verbindung mit den Calvinisten unter Führung Friedrichs V. von der Pfalz kategorisch ablehnten. Das Kaisertum der katholischen Habsburger erkannte Johann Georg ohne Abstriche an.
Folgerichtig lehnte der Kurfürst 1619 auch die Bewerbung um die Krone Böhmens ab, die ihm vom Führer der gemäßigten protestantischen Stände Böhmens, Joachim Andreas von Schlick, angetragen worden war, denn dann hätte er sich gegen den Habsburger Ferdinand II. stellen müssen. Er entschied sich nach dem Tod des Kaisers Matthias (März 1619) als Reichsvikar die Wahl Ferdinands II. zum römischen Kaiser zu unterstützen – siehe Vikariatsmünzen. Johann Georg ging ein Bündnis mit Ferdinand ein und bekämpfte die Anhängerschaft des calvinistischen Böhmenkönigs Friedrich V. von der Pfalz in den Lausitzen und in Schlesien. Der Krieg gegen die böhmischen Nebenländer war Johann Georg vom Kaiser formal als Reichsexekution übertragen worden, die Lausitzen ihm als Pfand versprochen.
Obwohl Johann Georg I. die nach der Schlacht am Weißen Berg in Böhmen und später auch in Schlesien einsetzende Gegenreformation als Bruch seiner Vereinbarungen mit dem Kaiser bewertete, stellte er sich nicht offen gegen den Kaiser, sondern blieb in den folgenden Jahren des Dreißigjährigen Krieges neutral. Damit verhielt er sich ähnlich wie der brandenburgische Kurfürst Georg Wilhelm, das aber aus stärkerer Position heraus und deshalb mit mehr Erfolg. Er ersparte damit seinem Land einige Kriegswirren und -gräuel. Nach der Zerstörung Magdeburgs im Mai 1631 konnte Johann Georg, gedrängt von der öffentlichen Meinung,  sein Verhalten aber nicht länger durchhalten, zumal der kaiserliche General Tilly, kurz nachdem er Magdeburg zerstört hatte, gegen den ausdrücklichen Willen des Kaisers und Bayerns, die die Neutralität Sachsens erhalten wollten, plündernd in Kursachsen einfiel und Merseburg und Leipzig besetzte. Dies bewog Johann Georg,  am 11. September 1631 einen Bündnisvertrag mit König Gustav Adolf von Schweden zu schließen. Das neu aufgestellte sächsische Heer vereinigte sich bei Bad Düben mit dem schwedischen Heer und wurde Nutznießer des großen Sieges in der Schlacht bei Breitenfeld, der im Wesentlichen vom schwedischen Heer errungen wurde, weil die sehr unerfahrenen sächsischen Truppen mit Kurfürst Johann Georg an der Spitze bereits  kurz nach Beginn der Schlacht flüchteten.
Nach dem Tod Gustav Adolfs in der Schlacht bei Lützen (1632) und  dem überwältigenden Sieg des mit einem spanischen und einem bayerischen Heer vereinigten kaiserlichen Heeres in der Schlacht bei Nördlingen (1634) fiel Johann Georg von der protestantischen Sache ab, verließ das Bündnis mit den Schweden und begann längere Verhandlungen mit dem Kaiser in Eilenburg und Pirna. Am 30. Mai 1635 wurde mit dem Kaiser der Frieden zu Prag geschlossen und Sachsen wurde mit den beiden Lausitzen als erblichem Besitz belehnt (Traditionsrezess). Das neue Bündnis mit Kaiser Ferdinand II. sollte die Vertreibung der Franzosen und Schweden aus dem Reich bewirken. Seinen Abfall büßten der Kurfürst und seine Untertanen nach den unglücklichen Kämpfen bei Dömitz (22. Oktober) und Kyritz (7. Dezember) durch furchtbare Verheerungen, mit denen die Schweden unter General Johan Banér das Land Sachsen heimsuchten.
Im Jahr 1636 belagerte Johann Georg gemeinsam mit kaiserlichen Truppen die von Schweden gehaltene Stadt Magdeburg. Sein Hauptquartier hatte er dabei zeitweise in Westerhüsen und später in Salbke. Am 3. Juli erfolgte die Kapitulation der Stadt.
Nach dem Sieg über die Sachsen und die Kaiserlichen bei Wittstock (24. September 1636) erschien Banér zum zweiten und im Februar 1639 zum dritten Mal in Sachsen, besetzte nach seinem Sieg bei Reichenbach Zwickau, belagerte, wiewohl vergeblich, Freiberg und schlug die Kaiserlichen und Sachsen am 4. April bei Chemnitz.

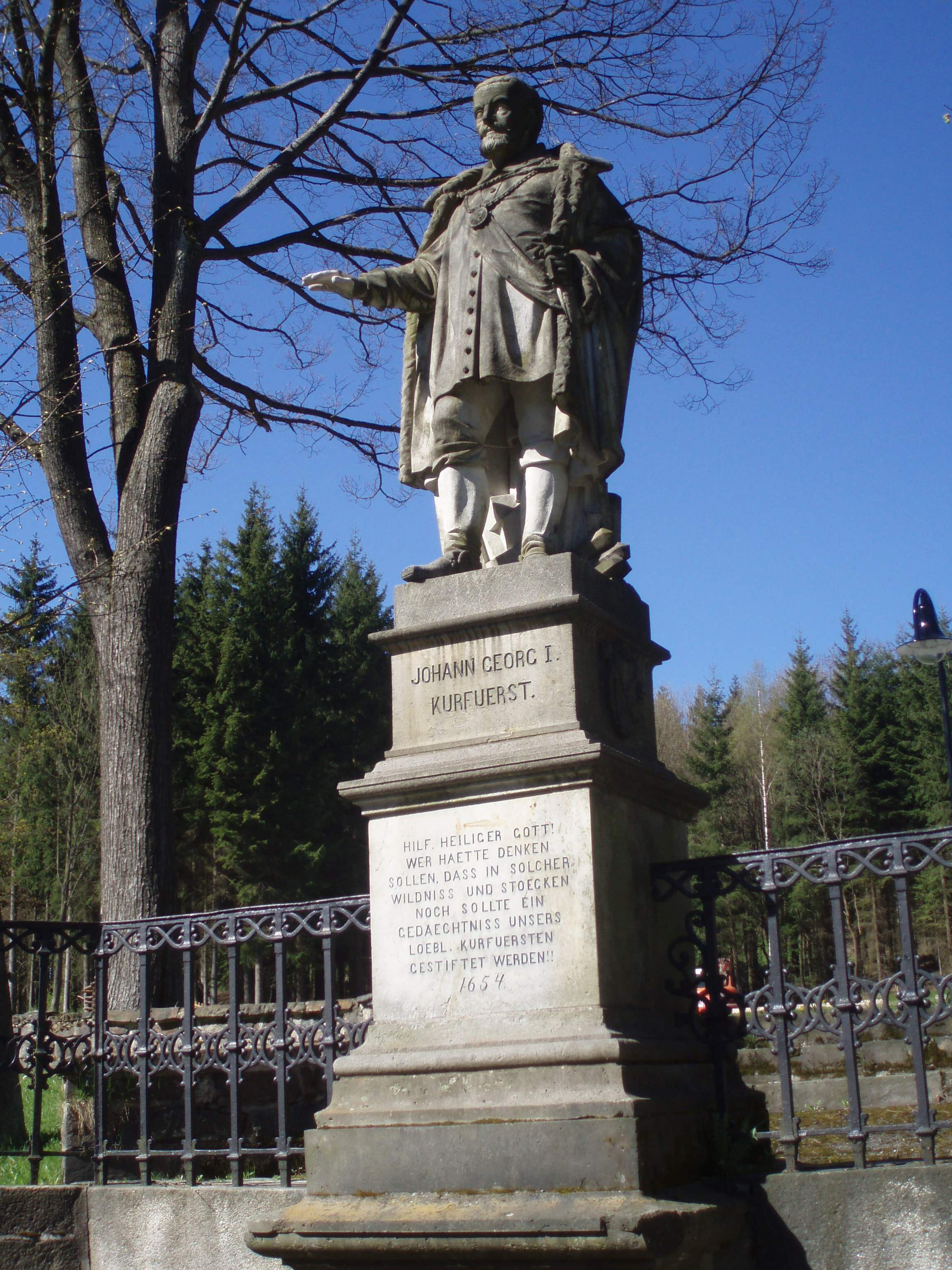
Johann-Georg-Standbild in Johanngeorgenstadt

Zwickau eroberte der sächsische Kurfürst zwar am 7. Juni 1642 wieder zurück, dagegen ging Leipzig infolge von Torstenssons Sieg über die Kaiserlichen (23. November) an die Schweden verloren. Zuletzt zwang Torstensson, nachdem er im Oktober 1644 das sächsische Heer bei Jüterbog vernichtet und Pegau niedergebrannt hatte, durch schwere Kontributionen und unterstützt durch die Vorstellungen des Kurprinzen dem schwankenden Kurfürsten den Waffenstillstand von Kötzschenbroda (27. Augustjul. / 6. September 1645greg.) ab, der wenigstens den schwersten Kriegsbeeinträchtigungen für Sachsen ein Ende machte. Der Westfälische Friede bestätigte Johann Georg I. die Erwerbungen des Prager Friedens.
Mit seinen Landständen lag Johann Georg I. vielfach in Streit, wozu meist die durch den Krieg und die Verschwendung des Hofes entstandene tiefe Verschuldung des Landes den Anlass gab.
Johann Georg I. mangelte es an feiner Sitte und er gab sich allzu oft der Jagdleidenschaft und Trunksucht hin (Spottname „Bierjörge“), was sogar in einer von Johann Georg Theodor Grässe aufgeschriebenen, mündlich tradierten Sage umging (Die sonderbare Stiftung zu Kötzschenbroda.). Um beiden nachkommen zu können, ließ er auf dem höfischen Weingut Hoflößnitz ein Lustschlösschen errichten. Auch ließ er Schloss Börln als Jagdschloss bauen und die einstige Kaiserburg der Festung Königstein zu einem repräsentativen Renaissance-Jagdschloss umgestalten. Seither ist letztere als „Johann-Georgenburg“ bekannt. Ferner war er ein großer Hundefreund und ließ sich häufig mit seinen Hunden porträtieren. Insbesondere von den als Englische Hunde bezeichneten, den späteren Deutschen Doggen, war er angetan. Es galt als offenes Geheimnis, dass ein Landedelmann die Gunst des Kurfürsten durch Übersendung eines schönen Englischen Hundes erlangen konnte. Seine streng lutherische Bekenntnistreue und seine Feindschaft gegenüber der Reformierten Kirche wurden von seinem Oberhofprediger Hoe von Hoenegg nach Kräften genährt, obwohl dessen Einfluss in der älteren Literatur oft überschätzt wurde. Dreimal wöchentlich erschien Johann Georg mit seinem gesamten Hofstaat, um die Predigt zu hören und das Abendmahl nach lutherischem Brauch zu nehmen.
Johann Georg I. heiratete am 16. September 1604 in erster Ehe die Prinzessin Sibylle Elisabeth von Württemberg († 20. Januar 1606) und nach deren Tod im Kindbett am 19. Juli 1607 in zweiter Ehe Magdalena Sibylle von Preußen. Bis 1618 war er Vormund der altenburgischen Prinzen und bis 1615 der weimarischen Prinzen (siehe Achtbrüdertaler). Er starb am 8. Oktober 1656 in Dresden und wurde im Freiberger Dom beigesetzt. In seinem Testament hat er für seine nachgeborenen Söhne vom sächsischen Kurstaat abgetrennte eigene Herzogtümer (Sachsen-Merseburg, Sachsen-Weißenfels und Sachsen-Zeitz) geschaffen.
1617 erwarb Kurfürst Johann Georg von Sachsen das ehemalige Kloster Mildenfurth als Jagdschloss. 1623 kaufte er die Herrschaft Dobrilugk für 300.000 Taler von den Gebrüdern Promnitz; somit auch das Schloss Dobrilugk, das er zum Jagdschloss umbauen lassen wollte. 1654 wurde von ihm die Gründung von Johanngeorgenstadt durch vertriebene böhmische Exulanten unmittelbar an der sächsischen Grenze im Amt Schwarzenberg genehmigt. Er bestimmte, dass die neue Stadt seinen Namen tragen sollte.
Auf dem Sterbebett sagte Johann Georg, seinem Seelsorger Jacob Weller zufolge, mehrfach den Bekenntnissatz „Meinen Jesum lass ich nicht“. Weller bezog sich darauf mehrfach in seinen Gedächtnispredigten für den Kurfürsten, so am 16. Oktober 1656 in Dresden. Christian Keimann schrieb über den Satz das bis heute gesungene gleichnamige Kirchenlied (EG 402). In der älteren Literatur verbreitet ist die Deutung der Anfangsbuchstaben der letzten Strophe J–G–C–Z–S als Initialen von „Johann Georg Churfürst zu Sachsen“.

## Nachkommen
Johann Georg I. heiratete am 16. September 1604 in Dresden Sibylle Elisabeth von Württemberg, Tochter des Herzogs Friedrich I. von Württemberg aus dessen Ehe mit Sibylla von Anhalt. Sie starb während der Totgeburt ihres einzigen Kindes:
- totgeborener Sohn (*/† 20. Januar 1606 in Dresden)

Johann Georg und Magdalena

Anschließend ging er am 19. Juli 1607 zu Torgau eine zweite Ehe mit Magdalena Sibylle von Preußen, Tochter des Herzogs Albrecht Friedrich von Preußen aus dessen Ehe mit Marie Eleonore von Jülich-Kleve-Berg, ein. Dieser Verbindung entstammen zehn Kinder:
- totgeborener Sohn (*/† 18. Juli 1608 in Dresden)
- Sophie Eleonore (1609–1671) ⚭ Georg II., Landgraf von Hessen-Darmstadt
- Maria Elisabeth (1610–1684) ⚭ Friedrich III., Herzog von Schleswig-Holstein-Gottorf
- Christian Albrecht (* 4. März 1612 in Dresden; † 9. August 1612 ebenda)
- Johann Georg II. (1613–1680), Kurfürst von Sachsen ⚭ Magdalena Sibylle von Brandenburg-Bayreuth
- August (1614–1680), Herzog von Sachsen-Weißenfels
- Christian I. (1615–1691), Herzog von Sachsen-Merseburg
- Magdalena Sibylle (1617–1668) ⚭ (I) Christian, Kronprinz von Dänemark; ⚭ (II) Friedrich Wilhelm II., Herzog von Sachsen-Altenburg
- Moritz (1619–1681), Herzog von Sachsen-Zeitz
- Heinrich (* 27. Juni 1622 in Dresden; † 15. August 1622 ebenda)

## Vorfahren
| Ahnentafel Johann Georg I. | Ahnentafel Johann Georg I.                                                              | Ahnentafel Johann Georg I.                                                              | Ahnentafel Johann Georg I.                                                              | Ahnentafel Johann Georg I.                                                                                    | Ahnentafel Johann Georg I.                                                                          | Ahnentafel Johann Georg I.                                                                          | Ahnentafel Johann Georg I.                                                                          | Ahnentafel Johann Georg I.                                                                          |
| -------------------------- | --------------------------------------------------------------------------------------- | --------------------------------------------------------------------------------------- | --------------------------------------------------------------------------------------- | --- | --------------------------------------------------------------------------------------------------- | --------------------------------------------------------------------------------------------------- | --------------------------------------------------------------------------------------------------- | --------------------------------------------------------------------------------------------------- |
| Ururgroßeltern             | Herzog Albrecht der Beherzte (1443–1500) ⚭ 1464 Sidonie von Böhmen (1449–1510)          | Herzog Magnus II. (1441–1503) ⚭ 1478 Sophie von Pommern (1460–1504)                     | König Friedrich I. (1471–1533) ⚭ 1502 Anna von Brandenburg (1487–1514)                  | Herzog Magnus I. von Sachsen-Lauenburg (1470–1543) ⚭ 1509 Katharina von Braunschweig-Wolfenbüttel (1488–1563) | Kurfürst Joachim I. (1484–1535) ⚭ 1502 Elisabeth von Brandenburg (1485–1555)                        | Herzog Georg von Sachsen (1471–1539) ⚭ 1496 Barbara von Polen (1478–1534)                           | Markgraf Friedrich II. von Brandenburg (1460–1536) ⚭ 1479 Sofia Jagiellonka (1464–1512)             | Karl I. (1476–1536) ⚭ 1488 Anna von Sagan                                                           |
| Urgroßeltern               | Herzog Heinrich der Fromme (1473–1541) ⚭ 1512 Katharina von Mecklenburg (1487–1561)     | Herzog Heinrich der Fromme (1473–1541) ⚭ 1512 Katharina von Mecklenburg (1487–1561)     | König Christian III. (1503–1559) ⚭ 1525 Dorothea von Sachsen-Lauenburg (1511–1571)      | König Christian III. (1503–1559) ⚭ 1525 Dorothea von Sachsen-Lauenburg (1511–1571)                            | Kurfürst Joachim II. (1505–1571) ⚭ 1524 Magdalene von Sachsen (1507–1534)                           | Kurfürst Joachim II. (1505–1571) ⚭ 1524 Magdalene von Sachsen (1507–1534)                           | Herzog Georg von Brandenburg-Ansbach (1484–1543) ⚭ 1525 Hedwig von Münsterberg-Oels (1508–1531)     | Herzog Georg von Brandenburg-Ansbach (1484–1543) ⚭ 1525 Hedwig von Münsterberg-Oels (1508–1531)     |
| Großeltern                 | Kurfürst August von Sachsen (1526–1586) ⚭ 1548 Anna von Dänemark (1532–1585)            | Kurfürst August von Sachsen (1526–1586) ⚭ 1548 Anna von Dänemark (1532–1585)            | Kurfürst August von Sachsen (1526–1586) ⚭ 1548 Anna von Dänemark (1532–1585)            | Kurfürst August von Sachsen (1526–1586) ⚭ 1548 Anna von Dänemark (1532–1585)                                  | Kurfürst Johann Georg von Brandenburg (1525–1598) ⚭ 1548 Sabina von Brandenburg-Ansbach (1529–1575) | Kurfürst Johann Georg von Brandenburg (1525–1598) ⚭ 1548 Sabina von Brandenburg-Ansbach (1529–1575) | Kurfürst Johann Georg von Brandenburg (1525–1598) ⚭ 1548 Sabina von Brandenburg-Ansbach (1529–1575) | Kurfürst Johann Georg von Brandenburg (1525–1598) ⚭ 1548 Sabina von Brandenburg-Ansbach (1529–1575) |
| Eltern                     | Kurfürst Christian I. von Sachsen (1560–1591) ⚭ 1582 Sophie von Brandenburg (1568–1622) | Kurfürst Christian I. von Sachsen (1560–1591) ⚭ 1582 Sophie von Brandenburg (1568–1622) | Kurfürst Christian I. von Sachsen (1560–1591) ⚭ 1582 Sophie von Brandenburg (1568–1622) | Kurfürst Christian I. von Sachsen (1560–1591) ⚭ 1582 Sophie von Brandenburg (1568–1622)                       | Kurfürst Christian I. von Sachsen (1560–1591) ⚭ 1582 Sophie von Brandenburg (1568–1622)             | Kurfürst Christian I. von Sachsen (1560–1591) ⚭ 1582 Sophie von Brandenburg (1568–1622)             | Kurfürst Christian I. von Sachsen (1560–1591) ⚭ 1582 Sophie von Brandenburg (1568–1622)             | Kurfürst Christian I. von Sachsen (1560–1591) ⚭ 1582 Sophie von Brandenburg (1568–1622)             |
| Johann Georg I.            |                                                                                         |                                                                                         |                                                                                         | | | | | |